# Катаброзочка низкая
Катабро́зочка ни́зкая, или Колпо́диум призе́мистый (лат. Catabrosélla humílis) — вид рода Катаброзочка семейства Злаки (Poaceae).

## Ареал и среда обитания
Древнесредиземноморский пустынно-степной вид. Произрастает на севере Средней Азии, в Турции, Иране, на территории России отмечен на Кавказе, Нижнем Дону, юге Заволжья, в Нижнем Поволжье и Западной Сибири. Растет на солонцах и солончаках, в песчаных степях, на каменистых и мелкоземистых склонах в галофильных сообществах или в песчаной степи.

## Описание
Многолетние растение. Высота - от 5 до 20 см, растет группами образуя плотные дерновники. Стебли при основании луковецеобразно утолщенные и окутанные старыми влагалищами листьев. Язычки от 0,8 до 3,5 мм длинной, пластины листьев шириной от 0,6 до 2 мм, плоские, гладкие с обеих сторон. Метелка пирамидальная. Размножение семенное. Цветение в мае, плодоношение в июле.

## Охрана
Вид включен в Красные Книги следующих субъектов России: Калмыкия, Ростовская область, Самарская область, Ульяновская область.